# Michael Stiven López
Michael Stiven López (Medellín, Colombia; 7 de enero de 1991) es un exfutbolista retirado colombiano. Jugaba de mediocampista. Su último club fue Atlético Huila.

## Clubes
| Club            | País        | Año         |
| --------------- | ----------- | ----------- |
| Sucre F. C.     | Colombia    | 2012        |
| América de Cali | Colombia    | 2013        |
| Leones          | Colombia    | 2013 - 2014 |
| Llaneros        | Colombia    | 2015        |
| Isidro Metapán  | El Salvador | 2016        |
| Orsomarso       | Colombia    | 2017 - 2018 |
| Atlético Huila  | Colombia    | 2018 - 2019 |

## Estadísticas
Actualizado el 26 de agosto de 2015.
| Club                            | Temporada           | Primera B | Primera B | Copa Colombia | Copa Colombia | Total | Total |
| Club                            | Temporada           | Part.     | Goles     | Part.         | Goles         | Part. | Goles |
| Sucre F.C. · Colombia           | 2012                | 32        | 6         | 5             | 1             | 37    | 7     |
| Sucre F.C. · Colombia           | Total               | 32        | 6         | 5             | 1             | 37    | 7     |
| América de Cali · Colombia      | 2013                | 5         | 0         | 7             | 1             | 12    | 1     |
| América de Cali · Colombia      | Total               | 5         | 0         | 7             | 1             | 12    | 1     |
| Leones Fútbol Club · Colombia   | 2013                | 21        | 2         | 0             | 0             | 21    | 2     |
| Leones Fútbol Club · Colombia   | 2014                | 33        | 6         | 5             | 2             | 38    | 8     |
| Leones Fútbol Club · Colombia   | Total               | 54        | 8         | 5             | 2             | 59    | 10    |
| Llaneros F.C. · Colombia        | 2015                | 12        | 1         | 5             | 2             | 17    | 3     |
| Llaneros F.C. · Colombia        | Total               | 12        | 1         | 5             | 2             | 17    | 3     |
| AD Isidro Metapán · El Salvador | 2016                | 0         | 0         | 0             | 0             | 0     | 0     |
| AD Isidro Metapán · El Salvador | Total               | 0         | 0         | 0             | 0             | 0     | 0     |
| Total en su carrera             | Total en su carrera | 110       | 16        | 22            | 4             | 125   | 21    |